# Ordine di battaglia dell'Esercito piemontese alla battaglia di Novara

## Ordine di Battaglia

### Esercito piemontese
Esercito piemontese
Comandante supremo: S.M. il Re Carlo Alberto
Generale Maggiore: generale Wojciech Chrzanowski
Capo di S.M.: generale Alessandro La Marmora
Sottocapo di S.M.: generale Luigi Fecia di Cossato
- Truppe a disposizione del Comando Supremo:
  - 3º e 4º Battaglione Bersaglieri;
  - 3ª Batteria da Posizione;
  - ½ della 10ª Batteria Modenese;
  - 2ª Compagnia Pontieri;
  - 1ª e 2ª Compagnia Minatori;
  - 8ª Compagnia Zappatori;
- I Divisione Comandante: generale Giovanni Durando
  - Brigata Aosta (5° e 6º Fanteria);
  - Brigata Regina (9° e 10º Fanteria);
  - 5ª Compagnia Bersaglieri;
  - Nizza Cavalleria;
  - 6ª e 8ª Batteria da Battaglia;
  - 2ª Compagnia Zappatori;
  - Parco Divisionale.
- II Divisione Comandante: generale Michele Bes
  - Brigata Casale (11° e 12º Fanteria);
  - Brigata Composta (17° e 23º Fanteria);
  - 6ª Compagnia Bersaglieri:;
  - Piemonte Reale Cavalleria;
  - 4ª Batteria da Battaglia;
  - 2ª Batteria da Posizione;
  - 3ª Compagnia Zappatori;
  - Parco Divisionale.
- III Divisione Comandante: generale Ettore Perrone di San Martino
  - Brigata Savoia (1° e 2º Fanteria);
  - Brigata Savona (15º e 16º Fanteria);
  - 7ª Compagnia Bersaglieri;
  - Genova Cavalleria;
  - 3ª e 7ª Batteria da Battaglia;
  - 6ª Compagnia Zappatori;
  - Parco Divisionale
- IV Divisione Comandante: S.A.R. il Duca di Genova Ferdinando di Savoia
  - Brigata Piemonte (3° e 4º Fanteria) al comando del generale G. Passalacqua;
  - Brigata Pinerolo (13° e 14º Fanteria);
  - 8ª Compagnia Bersaglieri;
  - Aosta Cavalleria;
  - 9ª Batteria da Battaglia;
  - 4ª Batteria da Posizione;
  - 5ª Compagnia Zappatori;
  - Parco Divisionale.
- V Divisione (Lombarda) Comandante: generale Gerolamo Ramorino;
  - 1ª Brigata Lombarda (19° e 20º Fanteria);
  - 2ª Brigata Lombarda (21° e 22º Fanteria);
  - 6º Battaglione Bersaglieri;
  - Battaglione Studenti;
  - Legione ungherese;
  - Legione polacca;
  - Reggimento Cavalleggeri Lombardi;
  - Una Batteria da Battaglia;
  - Una Batteria da Posizione;
  - Una Compagnia Zappatori del Genio;
  - Parco Divisionale
- Divisione di Riserva Comandante: S.A.R. il Duca di Savoia Vittorio Emanuele
  - Brigata Guardie (1º e 2º Granatieri Guardie, 6° Cacciatori Guardie);
  - Brigata Cuneo (7° e 8º Fanteria);
  - Savoia Cavalleria;
  - Novara Cavalleria;
  - 1ª e 2ª Batteria a Cavallo;
  - 1ª Batteria da Battaglia;
  - 1ª Batteria da Posizione.
  - 7ª Compagnia Zappatori;
  - Parco Divisionale.
- Brigata d'Avanguardia Comandante: colonnello Belvedere
  - 18º Reggimento Fanteria;
  - 1º e 5º Battaglione Bersaglieri;
  - 3ª Batteria a Cavallo.
- 3ª Brigata Composta Comandante: generale Paolo Solaroli
  - 30º Reggimento Fanteria;
  - 31º Reggimento Fanteria;
  - Battaglione Real Navi;
  - Battaglione Valtellinesi;
  - Battaglione Bergamaschi;
  - Due Squadroni di Cavalleria,
  - Batteria Lombarda;
  - 4ª Compagnia Zappatori